# 落合博満
落合 博満（おちあい ひろみつ、1953年〈昭和28年〉12月9日 - ）は、日本の元プロ野球選手（内野手、右投右打）・監督、野球解説者、タレント。
秋田県南秋田郡潟西村（現・男鹿市）出身。血液型はO型。
選手時代は1979年から1998年にかけてロッテオリオンズ・中日ドラゴンズ・読売ジャイアンツ（巨人）・日本ハムファイターズの計4球団に在籍した。ロッテ時代には史上4人目かつNPB史上唯一の3度の三冠王を達成し、NPB史上最高の右打者の1人とされる。また20世紀最後・昭和最後・右打者最後の三冠王達成者でもある。
2004年から2011年まで中日の監督を務め、全ての年でAクラス入りを果たし、4度のセ・リーグ優勝（2004年・2006年・2010年・2011年）、2007年の日本シリーズ優勝を達成している。2013年シーズンオフから2017年1月までは中日のゼネラルマネージャーを務めた。

## 経歴

### プロ入り前
男3人、女4人の7人兄弟の末っ子として秋田県に生まれる。実家は和菓子屋で、幼少期より新聞で丸めたボールを棒で打つ野球に似た遊びをしていた。兄の影響で琴浜村立鵜木小学校4年生の時に地元の野球チームに入部する。憧れの選手は長嶋茂雄であった。小学校での学業成績は、図工を除いて常に上位に入っていた。琴浜村立潟西中学校では1年生から4番でエースだったが、大会ではいつも1、2回戦で敗退する弱小チームだった。しかし3年生の地区大会では決勝進出を果たし、準優勝に終わったものの、この試合で落合は90メートルを超える本塁打を打った。
1969年、県内の幾多の野球名門校から入学の勧誘を受け、それこそ「野球で県内のどの高校にも行けた」レベルであった。だが卒業後は就職と決めていたことと、「選手をあまりいじらない」と聞いたことから、秋田県立秋田工業高等学校建築科に進学。野球部へ入部すると即座にレギュラーに抜擢され4番となったが、入部3か月で右肩を壊して投手を断念し、外野手へ転向した。その後、もともと練習嫌いだったことや上級生から毎日のように殴られるという体育会系の風習に嫌気が差し、練習にはほとんど顔を出さなくなっていった。地元の横の繋がりからなる仲間意識の中で育った落合にとってこの上下関係は耐えがたいものであった。
しかしチーム一の実力選手であったため、大会の直前にはチームへ呼び戻されていた。こうした「練習さぼり⇔大会前の復帰」という「入退部」を8回繰り返した。学校への通学にも嫌気が差してほとんど通わず、所謂「不登校」であった。その代わり秋田市南通の映画館へ、年に100本は映画を鑑賞するほど通いつめた。このため出席日数が足りず、高校3年間は毎年留年寸前だった。昼間から学生服姿で映画館に入り浸っていたため、他の観客からは不審視されていたという。
不登校の間も全く練習しなかったわけではなく、当時木製であった電柱をバットで叩く、山の中で素振りをするなどの自主トレーニングをしていた。叩くことで電柱に穴が開いて電気が消えることも多かったため、近所から頻繁に苦情を受けていた。
高校卒業後は就職と決めていたが、3年生の10月に高校の先輩に勧められ東洋大学野球部のセレクションに参加し、そこで特大の本塁打を放ったことが評価されて合格。スポーツ推薦で東洋大学への進学が決定することになった。いきなり背番号を与えられてポジションも内野手に決定し、高校卒業前の2月には合宿入りした。また、約20名の1年生の中から選抜された4名のメンバーに入って、野球部の松山キャンプにも参加した。ところが、その練習中に左大腿部の肉離れと足首の捻挫という怪我を負い、毎日の通院を余儀なくされる。
そして、大学入学後も高校時代に続いて野球部の古い体質に直面する。先輩を立てるという風習や、学年が上というだけで先輩が後輩に威張り散らすことに対して「自分から自発的に野球をする意識が持てず、雑用を押し付けられて野球を嫌々やらされるだけ」と嫌気が差した。こうして入部後すぐに野球部を退部し、大学も中退した。監督からは「復帰は2年生になってからでもいいから」と強い慰留を受けたが、それを振り切っての中退であった。
大学中退後は秋田県に戻り、実兄が支配人をするボウリング場でアルバイトをして生計を立てていた。これをきっかけにボウリングに熱中し、プロボウラーを志した。しかしプロテスト受験の際に兄の車を運転中、初心者運転標識を貼り忘れたため警察に捕まり、罰金を支払ったことで受験料が払えなくなり受験できず、これも挫折してしまう。
落合のボウリングの腕前は、日本初の女子プロボウラーである須田開代子のもとに、飛び切りうまい若者がいるとの噂が届くほどだったという。その傍らで地元の草野球チームに参加してプレーし、野球への熱意が再び高まるようになる。20歳を目前にして、高校時代の恩師である野球部部長を訪ねて就職を相談したところ、社会人野球・東芝府中のセレクションの受験を勧められ、合格した。
1974年1月、東京芝浦電気の府中工場に臨時工として入社。同工場の社会人野球チーム・東芝府中に加入し、日中はトランジスタラジオの基板を組み立て、夕方から野球の練習をするという生活を送っていた。入社2年目の1975年に4番に定着し、翌1976年に正社員となる。この年、東芝府中は創部23年目で初の都市対抗出場を果たす。1回戦ではデュプロを下し初勝利を挙げ、2回戦では日本通運から補強された村上之宏が先発するが、愛媛相互銀行に完封を喫し敗退した。翌年以降も、都市対抗に日本通運・電電東京の補強選手として3年連続で出場し、1978年には森繁和らとともに第25回アマチュア野球世界選手権日本代表に選出。在籍5年間の公式戦で通算70本塁打を記録した。
1977年のドラフト会議では、直前に阪神タイガースのスカウト・田丸仁から指名の可能性を伝えられたものの、実現しなかった。翌1978年のドラフト会議にてロッテ・オリオンズから3位指名を受け、契約金2700万円、年俸360万円の条件で入団。落合をスカウトした城之内邦雄によると、指名理由は「変化球に強く、投手が苦手とするタイプの打者」という一点のみだった。

### 現役時代

#### ロッテ時代
1979年、プロ入り当時の監督・山内一弘はレベルスイングの本尊といえる人物であり、アッパースイングだった落合のバッティングフォームの矯正に取り掛かった。「ホースで水を撒く感じで打て」などのアドバイスを貰ったものの、落合は後年「当時の自分には山内さんの高度な打撃理論が理解できなかった」と述べている通り、山内から教わった打法ではボールが前に飛ばない状況であったという。チームメイトのベテラン捕手・土肥健二の、手首を使ってボールをはじき返す「神主打法」のフォームを真似し、我流のフォーム改造を狙った。土肥や得津高宏、加藤秀司などの先輩選手を参考に、自身のバッティングを作り上げていった。
1980年は、3月の大洋とのオープン戦で左足首を故障し前半戦を棒に振る。5試合連続本塁打のイースタン・リーグ新記録を認められて、後半戦より一軍に昇格。井上洋一に代わり二塁手のレギュラーに定着し、54試合にスタメン出場した。シーズン終盤には三塁手に回り、同年は15本塁打を放つ。近鉄バファローズとのプレーオフにも出場した。
1981年は開幕から先発として起用され、6月末には4番に起用された。オールスターゲームに初出場し、シーズンでも初めて規定打席に到達し、打率.326で首位打者のタイトルを獲得した。有藤通世、レオン・リー・レロン・リー兄弟らとクリーンナップを形成し、日本ハムとのプレーオフでは第4戦で本塁打を放った。オフには年俸1600万円で契約更改した。
1982年は年間通して打撃好調で、最終的に28歳で三冠王を獲得したが、これは当時のNPB史上最年少記録であった。チームがBクラスながら、最優秀選手にも選ばれた。シーズンオフには年俸5400万円+タイトル料600万円で契約更改した。また、落合は現役を通して一塁手を務めていることが多かったが、この年は主に二塁手として起用されていた。
1983年は正一塁手だったレオン・リーがトレードで放出され、落合は一塁手に定着。打率.332を残し、3年連続首位打者を獲得したが、球団は史上初の最下位に終わった。
1984年は契約更改が越年し、キャンプイン前々日の1984年1月30日に年俸5940万円（前年から10%アップ）+タイトル料700万円で合意した。この年から監督に稲尾和久が就任し、野手陣の守備位置がコンバートされた。巨人から移籍の山本功児が一塁手に、有藤道世が三塁手から右翼手に回り、その後継として三塁手に起用される。
1985年、打率.367、52本塁打、146打点の成績で2度目の三冠王を獲得した。打率.367は当時の右打者歴代最高打率、52本塁打は当時のパ・リーグ記録、146打点は現在もパ・リーグ記録である。またこの年は日本記録となる得点圏打率.492（122打数60安打、16本塁打、98打点）もマークするなど記録ずくめの1年だった。またシーズン52本塁打は、2022年に村上宗隆が56本塁打を記録するまで、1963年に記録した野村克也と並び長らく日本人選手のパ・リーグ最多タイ記録であった。同年は118得点で福本豊の、77長打で山内一弘の、出塁率.4806で大下弘の、長打率.7630でマニエルの持っていたパ・リーグ記録をそれぞれ更新した。
1986年、シーズン終盤までブーマー・ウェルズや秋山幸二らとタイトル争いを繰り広げ、最終的に2年連続で自身3度目の三冠王を獲得した（打率.360、50本塁打、116打点）。ロッテの順位が4位に決まり、残り8試合は消化試合となっていた時点で50本塁打を放っていたが、ブーマーが打率.355と迫っていたことによる打率維持と若手に実戦経験を積ませるために、稲尾の判断でその後はあまり打席に立たずにシーズンを終了した。これについて自伝では「翌年でも日本記録の55本塁打を狙えると思ったから」としている。2年連続の三冠王は日本プロ野球界において王貞治（1973年 - 1974年）、ランディ・バース（1985年 - 1986年）、落合の3選手のみで、通算3度獲得は落合のみである。また2年連続50本塁打はプロ野球史上初、出塁率.487は2024年終了時点でパ・リーグ記録となっている。10月8日の西武戦で小林晋三塁塁審の胸を2、3回突き自身初の退場処分となった。また、ロッテの日本人選手による本塁打王獲得はこの年の落合が最後となっている。

##### トレード騒動
シーズン終了後の10月24日、監督の稲尾和久は球団の「新しい人にバトンタッチしたい」との方針から「3年契約の切れるこの年限りとし、契約延長は行わない」と通告を受け、解任される。落合はこれに強い不満を持ち、11月4日に福岡市内で行われたファンクラブ主催の「落合選手を励ます会」にて、「稲尾さんがいないのなら、自分がロッテにいる理由はない」と発言した。毎日新聞が11月5日付で落合のこの発言を報じると、落合は同日、平和台球場での日米親善野球の試合前、報道陣に対し発言の内容を認め「稲尾さんの処遇に関しては本当に腹を立てている」と述べ、球団に対し不信感をあらわにした。
これ以後、スポーツ新聞が連日にわたり「落合トレード」と書き立て、落合もマスコミに対しフロント批判の言動を繰り返すなど、大きな騒動に発展した。12月12日、球団社長の松井静郎が落合を球団事務所に呼んで話し合い、落合は「これまで新聞などを通じた発言には誤解もあっただろう。ナマの声を聞いてもらった」、松井も「これまで落合と球団フロントの間に誤解に基づくものや、連絡が不十分なものあった。そのひとつひとつを代表を読んで確認しあった。直接話し合って、意見の一致を見た」とそれぞれ語り、落合と球団は一旦和解した。
しかし、12月23日に牛島和彦・上川誠二・平沼定晴・桑田茂の4選手との交換トレードで、中日への移籍が決定した。落合のトレードは前年（1985年）オフにも移籍交渉を行っていた巨人が早い段階から動いており、同球団オーナーの正力亨も「巨人は待っています」と発言していたが、1986年オフに中日の監督に就任した星野仙一が「（落合を）巨人に取られたら10年は優勝出来ない」と球団に強く働きかけたため、この大型トレードが実現した。そして12月26日に移籍先の中日で契約更改に臨み、1億3千万円（推定）でサインし日本人選手初の1億円プレーヤーとなった。

#### メジャー挑戦構想
後に落合は自身のYouTubeチャンネルで、ロッテ時代にメジャーに挑戦する構想があったと明かしている。メジャー移籍へ動いた時期について「日本で3冠王獲ってからじゃないかな」と話しており、ボビー・マルカーノに頼んでウィンターリーグに出場できるようパイプを作ってもらったが、そのパイプを作ってもらった後に球団に話を持ち掛けると、球団に「行くんであれば、日本の籍を抜かなきゃいけない」などの言い訳をされて実現しなかった。本人はもしメジャーに挑戦していれば失敗していただろうと断言している。

#### 中日時代
1987年は、前半戦（オールスター前）終了時点で21本塁打を放つも、いつもは成績を伸ばす後半戦に7本塁打しか打てず、28本塁打に終わる。それでも篠塚利夫や正田耕三らと首位打者争いを繰り広げ、最終的に首位と2厘差の打率.331を記録した。
1988年は、32本塁打、95打点（共にリーグ2位）、勝利打点19、出塁率と長打率共にリーグ1位を記録するなどチームの優勝に貢献したが、打率は.293とレギュラー定着以降初めて3割を割った。6月1日から8月2日まで打順は不振で3番に降格、4番はゲーリー・レーシッチだった。西武との日本シリーズでは西武の投手陣に打点0に抑えられ、1勝4敗で敗退した。
1989年は打率.321、40本塁打、116打点の成績を残して打点王を獲得。両リーグ打点王は史上初だった。ラリー・パリッシュと最後まで熾烈な本塁打王争いを繰り広げたが、最終的に2本差でパリッシュにタイトルを奪われた。8月12日の巨人戦（ナゴヤ球場）では、9回一死までノーヒットノーランを続けていた斎藤雅樹から、逆転サヨナラ3点本塁打を放っている。6月11日の浜松での対広島戦では、7回裏無死一・二塁の場面で通算4個目、現役で最後となる犠打を決めている。オフの契約更改後の記者会見で「165（いちろくご）」と、年俸1億6500万円で更改したことを公言している。
1990年シーズンは、前年に引き続きパリッシュとの本塁打王争いを繰り広げた。5月8日・阪神戦では、史上最速となる1257試合目で通算350本塁打に達すると、パリッシュが8月に28本塁打を放ったところで阪神を退団したため、結果的に落合が追い抜いて34本塁打、102打点で二冠を獲得した（両リーグ本塁打王は史上初だった）。最高出塁率も獲得し、セ・リーグ移籍後初となるタイトル三冠を手中にした。この年のオールスターゲーム第2戦（平和台球場）では、鳴り物入りでプロ入りし、快進撃を続けていた近鉄の野茂英雄が投じた高めのストレートを狙い打ち、本塁打を放った。
1991年2月、契約更改で合意できず日本人選手として初めて年俸調停を申請した。落合の希望額は2億7000万円で、球団提示額は2億2000万円だったが、調停の結果、3月8日に2億2000万円で合意した。同年は前半戦に肉離れを起こし、打撃三部門のトップに立った時点で1か月間戦線を離脱した。打率.340、37本塁打、91打点で本塁打王を獲得したが、打率は古田敦也に3毛差（古田.3398、落合.3395）、打点は広沢克己に8打点差で及ばず、いずれもリーグ2位に終わった。古田のいるヤクルトとの最終戦では勝負を避けられ、1試合6四球の日本記録を樹立。オフに年俸3億円で契約更改した。
1992年、プロ野球選手会を脱退。同年に同姓の落合英二が入団したため、巨人移籍までの2年間は基本的にスコアボード表記は、英二を「落合英」、博満は「落合」と表記された。しかし、一時期の東京ドームで博満が「落合博」となっていたことがある他、読売新聞など一部の活字メディアでは、博満に「落合博」を使用していた。同年は22本塁打、71打点の成績で1984年以来の獲得タイトルなしに終わり、球団12年ぶり・自身2度目の最下位に終わった。
1993年5月7日の横浜戦で、史上初の両リーグ200本塁打を達成。中日時代は5度サヨナラ打を放っている。同年オフ、導入されたフリーエージェント（FA）行使について、球団に愛着があるため、当初は行使せず残留するつもりでいた。しかし、夫人が長男を公立小学校へ入学させるため、東京への移住を考えたことから、一転FA宣言。巨人とダイエーが獲得に動くも、ダイエー監督の根本陸夫が長嶋茂雄が動くならと獲得を断念した為、巨人に移籍した。契約は2年で年俸は球界最高の4億500万円だった。
12月で40歳と高齢すぎたため、新しい同僚の誰からも歓迎されず、味方のはずの球界OB達からは猛烈な批判が巻き起こり、落合が表紙を飾る『週刊ベースボール』1993年12月20日号では、「40歳の四番打者に期待する巨人そのものに最も大きな病巣がある!!」という記事が掲載された。山崎裕之から「今年の落合の成績を見てもわかるように、とても4億円の値打ちのあるような選手じゃない」と評されたのを始めとして、特集記事で散々に酷評された。妻・信子の父親は巨人ファンで、生前実家に挨拶へ来た落合に対して、「駄目だ、駄目だ、巨人じゃなきゃ」と娘へのプロポーズを一度は断るほどだったという。長嶋監督、渡邉恒雄以外のフロント・首脳陣は猛反対であるにも拘らず2人は落合の巨人入りを強行させた。だが却って、ほとんど誰からも歓迎されない移籍により、居心地の良い名古屋で甘やかされて消えかかっていた落合の反骨心に火が付いたという。

#### 巨人時代
落合が在籍した1994年 - 1996年の3年間、長嶋茂雄率いるチームの2度（1994年、1996年）のリーグ優勝に4番として貢献した。
1994年は左脇腹や左手手首に死球を受けて不調に苦しみながら、10月2日対ヤクルト戦で山田勉から決勝本塁打、10.8決戦で今中慎二から先制本塁打を放って優勝に貢献した。しかし、同試合3回裏守備中に左内転筋を傷め、日本シリーズでは第3試合に指名打者として出場したのみである。また5月11日のヤクルト戦においては自らも乱闘に参加している。なお、1994年が現役時代での唯一の日本一となり、監督時代も含めてこの年が落合唯一の完全制覇であった。
1995年は開幕から首位打者争いを繰り広げ、夏場にかけ好調を維持。8月31日には一時打率.332まで上昇させ、最終的には打率.311（リーグ4位）、17本塁打、65打点を記録した。同年4月15日の対阪神タイガース戦で6回裏、久保康生から本塁打を放ち通算2000安打を達成したが、名球会入りを辞退している。当時、落合は「任意の団体だから入る自由もあれば、辞退する自由もある。名球会を目指して野球をやってきたわけではない。ゴールはまだ先」とスポーツニッポン本紙の取材に話していた。入会資格を満たしながら辞退した初のケースであり、球界では大きな波紋が広がった。辞退については当時からOBとの確執などを含めて色々な憶測も呼んだが、名球会が任意団体であったこと、現役選手としてオフはしっかりと休養にあてたかったこと、名球会に入らない名選手も多く存在しており「色分けする必要もない」と当時考えていたことを後に自身のYouTubeチャンネルで明かした。また、入会辞退は長嶋の許可を得てのことであった。41歳4か月での通算2000安打達成は、新井宏昌の40歳2か月を抜き当時の史上最年長記録となった（その後、2012年5月に宮本慎也が41歳5か月で更新）。この年のオールスター戦でMVPも獲得した。
1996年、史上7人目の通算500本塁打、史上7人目の通算1500打点を達成。8月31日の中日戦で野口茂樹から死球を受け、左手小指を骨折し戦線離脱した。以降の試合は棒に振ったが、オリックスとの日本シリーズで復帰し、第1戦で3安打を放ったが16打数4安打1打点に終わりチームも1勝4敗と敗れた。シーズンでは6月末に一時打点トップに躍り出るなど打率.301、21本塁打、86打点の好成績を残した。巨人で43歳になるシーズンに4番を務めた選手は落合以降出ておらず、現在も球団最年長記録である。打撃成績においても、43歳での打率3割達成、OPS9割越えも史上最年長記録である。
同年オフ、清原和博が自身と同じ一塁手として巨人に入団したことから、球団に自由契約を申し出た。退団会見は落合と信子夫人のほか、渡辺恒雄オーナー、長嶋茂雄監督同席のもとで行われる異例なものであった。落合は「（幼少期からのファンで敬愛する）長嶋監督が、（自分と清原のどちらを起用するか）悩む姿を見たくなかった」とコメントしている。

#### 日本ハム時代
1996年オフ、巨人と同じく東京に本拠地を置いていたヤクルトと日本ハム（当時は巨人と同じ東京ドームを本拠地としていた）から獲得オファーがあったが、ヤクルトとは当時の野村克也監督自ら2度交渉の席に着くものの、年俸提示にも至らないままこれを断る（#発言の節も参照）。そして年俸3億円の2年契約を提示した日本ハムに移籍した。背番号は当初6を希望していたが、チーム生え抜きの主力選手だった田中幸雄が着けていたため、空き番だった3を選択した。
1997年、開幕直後は風邪による体調不良も重なり打撃不振であったが、徐々に調子を上げて一時はイチローと最多安打を争い5月17日時点で打率.339で安打数「43本」トップタイまで上昇する活躍を見せるも、6月に入ると年齢的な衰えと疲労が重なり打率を落としていく。さらに、8月22日のオリックス21回戦の1回の裏に大島公一の打球を捕った際に左手を負傷し、左第四指末関節骨を脱臼した。登録抹消はされなかったものの、この試合以降の先発出場は8試合だけで、打率は.260台まで降下。大杉勝男に次ぐプロ野球史上二人目の両リーグ1000安打を達成し、9月14日の近鉄戦では小池秀郎のノーヒットノーランを阻止する左翼線への二塁打を放つなどの活躍も見せたが、打率.262、3本塁打、43打点に終わり衰えは顕著だった。過去最低の成績に終わったが、44歳になる年での規定打席到達は2023年終了時点でも日本プロ野球史上最年長記録である。オールスターゲームにも出場したが、落合にとって現役最後のオールスターとなった。
現役最終年となった1998年は、前年の雪辱を晴らすべく、それまで素手で握っていたバットをバッティンググローブ着用に変えたり、デーゲームの多さに対応するためサングラスを着用するといった改善を行った。オープン戦では、若手のホープとして期待されていた西浦克拓と4番の座を争った。落合が開幕4番を勝ち取って開幕から安打を量産し、4月下旬頃までは打率.300を維持していたが、打率が.300を切った時点で、監督の上田利治は落合の打順を下位に降格させ、西浦が4番に就いた。
同年の日本ハムは開幕から勝ち続け「ビッグバン打線」が爆発し首位を快走していたが、落合の出場機会は減少しベンチを温める機会が多くなっていた。9月以降のチームは負傷者が続出するなどして急失速し、西武・ダイエー・近鉄（いずれも当時）を含めた4チームが犇めき合うこととなり、最終的には西武に優勝を奪われた。
シーズン最終戦となった10月7日のロッテ戦（千葉マリンスタジアム、ダブルヘッダー第2戦）での代打出場が、現役最終打席となった（対戦相手は黒木知宏。結果は一塁ゴロ）。落合は当日、上田監督から先発出場を打診されたが断り、自らプロ入り初打席と同じ代打での最後の出場を選び、現役を引退した。

### 引退後
引退後は野球解説者として活動し、1999年から2001年まではテレビ朝日野球解説者を務めた（キャッチコピーはオレ流解説）。
テレビ朝日との専属解消後はフリーとして、テレビ朝日時代から通っていた九州朝日放送の中継に度々出演していた。また、1999年から2003年の間、日刊スポーツ野球評論家としても活動した。
2001年2月、横浜ベイスターズのキャンプで臨時打撃コーチを務めた。

### 中日監督時代
2003年10月8日、中日の監督に就任することが発表された（3年契約）。就任早々、16人の選手の背番号を変更し、ユニフォームのデザインを中日伝統のロサンゼルス・ドジャース型のデザインから変更した。このユニフォームは退任する2011年まで使用された。
「この1年は補強を凍結し、個々の選手の能力を10%底上げして優勝を勝ち取る」と述べ、戦力外と外国人以外の補強を凍結することを公言。巨人での引退試合後に一転して現役続行を決意した川相昌弘、横浜を解雇されたドミンゴ・グスマン、広島を解雇された筒井正也しか獲得しなかった。また、キャンプ初日に紅白戦を実施する異例の采配スタートとなった。
2004年、宣言通り就任初年度にしてリーグ優勝を達成した。開幕戦では3年間一軍登板のなかった川崎憲次郎を開幕投手に起用し、川崎は5失点で降板するもチームは逆転勝利した。エースの川上憲伸を3戦目に先発させ3連敗のリスクを避けると同時に、川崎の開幕起用で「全選手横一線」と選手に刺激を与えること、FAで中日に加入しながら一度も登板していない川崎に最後のチャンスを与える（後に事実上の「引退試合」であったと言及している）こと、先発投手についての情報の漏洩がないかを確かめることが目的だったと退任後に語っている（「外部に漏らしそうなコーチには伝えていなかった」としている）。また、投手起用についてはヘッドコーチの森繁和が全て決めていたが、この川崎の開幕起用のみは落合が決めた。落合が森に対し、川崎の開幕投手起用を提案したところ「長いシーズンでは負けてもいい試合がいくつかあるが、開幕戦からいきなり捨てゲームを作るのか」と呆れられたという。また、守備面においてはアライバコンビを重宝していた。日本シリーズでは、先に3勝しながらも3勝4敗で敗れ日本一はならなかった。
2005年、主砲のタイロン・ウッズの藤井秀悟に対する殴打事件による出場停止や、交流戦における負け越しにより失速し、2位に終わる。
2006年、2年振り2度目のリーグ優勝を達成。普段はベンチに腰をかけて表情一つ変えない落合が、巨人との優勝決定戦でウッズが満塁本塁打を放つと抱きついて出迎え、試合終了後のインタビューでも冒頭で言葉が出ないほど感極まっていた。日本ハムとの日本シリーズでは1勝4敗で敗れまたも日本一ならず。オフに球団と新たに2年契約を結んだ。
2007年、ペナントレースでは連覇を逃し2位。セ・リーグでは同年から導入されたクライマックスシリーズで阪神に2連勝、巨人に3連勝と勝ち進み、日本シリーズに出場した。日本ハムと戦い4勝1敗で日本一を奪取したが、これは球団として53年ぶり2度目の日本一であり、更にその後行われたアジアシリーズでもチームをアジアチャンピオンに導いた。これらの功績が認められ、中日の監督・選手として初となる正力松太郎賞を受賞した。
2008年は3位に終わる。監督就任5年目で順位・勝利数・勝率の全てでワーストだった。主力の不振や衰え、福留孝介のメジャー移籍や、北京五輪で5人の主力選手が抜けたことで打撃力がリーグワーストの成績に陥ったことが響いた。クライマックスシリーズ2ndステージでは、巨人に1勝したのみに終わり敗退。オフに球団と新たに3年契約を結んだ。
2009年は2位に終わる。クライマックスシリーズ2ndステージでも、巨人に1勝したのみに終わり敗退した。川上、タイロン・ウッズ、中村紀洋がチームを去り、谷繁元信がケガで離脱したこともあり、7月には首位巨人に1.5ゲーム差まで迫ったが失速し、最終的に12ゲーム差をつけられた。
2010年、監督として3度目のリーグ優勝を達成。井端弘和のケガによる離脱、トニ・ブランコの不調により得点力が大幅に低下し、一時は首位に8ゲーム差をつけられたが、ホームゲームにおいて勝率.746と無類の強さを発揮して9月10日に首位に立ち、巨人・阪神との激しい三つ巴の争いを制して143試合目にして優勝を達成。クライマックスシリーズ2ndステージで巨人を4勝1敗で破り日本シリーズに進出したが、パ・リーグ3位から勝ち上がってきたロッテに2勝4敗1分で敗れ、日本一はならなかった。なお、中日球団で7年連続で指揮した監督となり、与那嶺要（1972年 - 1977年）と星野仙一（第二次政権時の1996年 - 2001年）の6年連続を上回り、球団歴代1位となった。
2011年1月14日、2011年度野球体育博物館（野球殿堂）競技者表彰に選出された。この年は打線の絶不調により前半戦は苦戦し、8月3日には5位に転落。首位ヤクルトとは最大10ゲーム差をつけられたが、9月に入りリーグ屈指の投手陣の働きにより巻き返し、ゲーム差を縮めた。

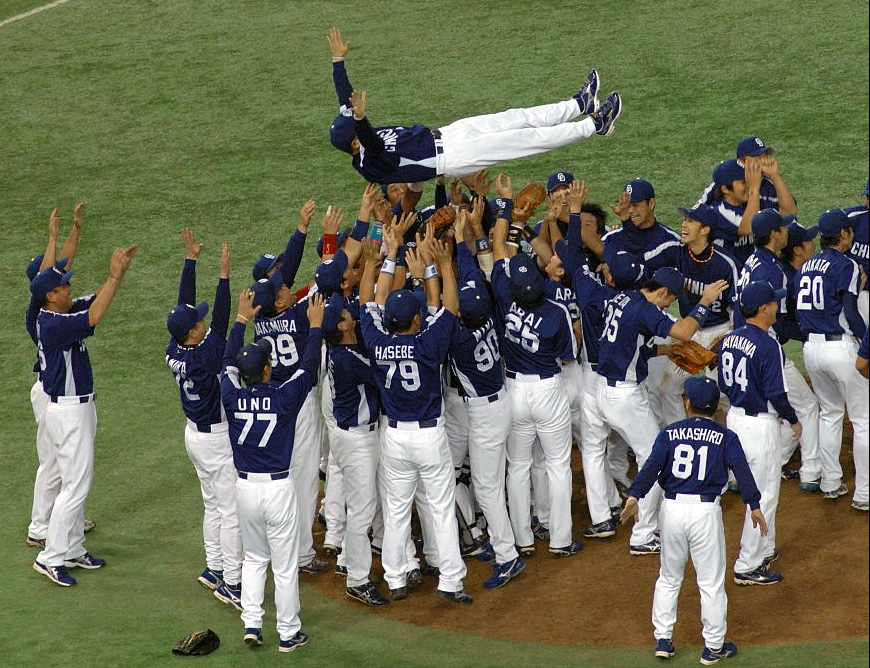
アジアチャンピオンに輝き、選手達に胴上げされる落合博満（2007年11月11日・東京ドーム）

シーズン中の9月22日、球団から同年シーズン限りでの監督退任が発表されるが、10月6日に首位に浮上、18日に142試合目にして優勝を決め（監督として4度目のリーグ優勝）、強力な投手力で球団史上初のリーグ連覇を達成した。
監督としての契約は10月限りで切れていたため、以降は1日ごとの契約更新となった。ヤクルトとのクライマックスシリーズファイナルステージを4勝2敗（リーグ優勝アドバンテージ1勝を含む）で制し、2年連続（監督として5度目）の日本シリーズ進出を決め、試合後には当初予定されていなかった胴上げが行われた。日本シリーズは3勝4敗で前年に続き日本一を逃したため、これが監督としての最後の胴上げとなった。11月10日、セ・リーグより最優秀監督賞に選出されたことが発表された。
11月20日、日本シリーズで福岡ソフトバンクホークスに敗れた試合終了を以って、監督退任となった。
落合が監督を務めていた中日は、8年間でリーグ優勝4回、日本シリーズ出場5回、日本一1回、Bクラス（4位以下）0回だった。歴代の中日監督では最高の成績である。

### 中日GM時代
2012年、日刊スポーツ評論家に復帰した。解説者としてはフリー。初解説は2012年4月15日に甲子園で行われた阪神対中日のテレビ中継だった（名古屋テレビ制作）。
8月に顔面麻痺を発症し、病院に緊急搬送されたが間もなく退院する。以後は、治療を続けながら講演や野球中継のゲスト解説などを行っていた。
2013年10月9日、中日球団に新設されたゼネラルマネージャー（GM）への就任が発表された。当初は顧問を打診されたが自らGM職を提案し、推定年俸8000万円で契約した。
GM就任後に初めて実施された、選手との契約更改では、退団して巨人に移籍した井端弘和と、FA宣言でソフトバンクに移籍した中田賢一を除く中日選手は年俸提示に同意し、総年俸から総額推定8億円超のコストカットを実現した。中日オーナーの白井文吾は、球団フロントに対して、与えられた予算内での年俸抑制を、以前から求めていた。ところが、好成績を残した選手や実績のあるベテランが提示額を不満とすると、何がしかの「イロ」をつける、いわゆる「ゴネ得」を許す悪しき風習をなかなか断ち切れなかった。契約更改が終わると、結果的に予算オーバーという展開が繰り返されてきた。落合は、「自分が編成の責任者になって全てを任せてくれたら、年俸の削減もできる。それにはGMがいい」と提案した。白井は、監督時代の有無を言わさない統率力を見てきたこともあり、落合をGMに就任させた。
しかしこうした経緯から明らかなように、GM時代の落合は大金を投じた大型補強を実施することが難しかった。他球団で実績のある捕手の嶋基宏（当時は楽天）、炭谷銀仁朗（当時は西武）を、FAで獲得する可能性を中日が調査したとの報道があったが、いずれも実現していない。
中日は2016年に19年ぶりの最下位となり、同年12月20日、球団は契約切れとなる2017年1月限りで落合がGMを退任すると発表した。2018年からは、フリーの野球解説者として活動を再開した。

## 選手としての特徴

### 打撃
落合の採用していた打法は、同じ神主打法を使用する他の選手と比べても独特であった。この打法はプロ入り間もない頃に受けた松沼博久の徹底した内角攻めに対応するため、改良を重ねて編み出されたものである。松沼は「最初のうち落合はインハイが全く打てず、ある時を境に苦手なはずのインハイばかり狙って振ってきた。そのうちインコースが投げ難い構え（神主打法）を編み出し、インハイを完璧にカットする技術を身に付けていた」と語っている。また、江夏豊から「ピッチャーは特定の球種を待たれるのが一番嫌なんだ、お前みたいにコロコロ狙い球を変えていたら一生俺からは打てない」と言われたことから、狙い球を絞り、インハイの力のある球に振り後れないよう打席ではインハイを待っていたという。
通算で510本の本塁打を放っているが、そのうちの176本は右翼への本塁打で、初の三冠王を取った1982年は32本塁打のうち20本が右翼への本塁打だった。アウトコースの球を払うように流し、本塁打にしてしまう技術に感嘆したスポーツライターの山際淳司は、スポーツ選手に関するエピソードを集めた『ナックルボールを風に』（1983年）という著書の中の「アウトコース」で、落合を取り上げている。しかし落合本人はインタビューにおいて、「俺の弱点はアウトローだった。俺ほど外の球を打つのが下手なのはいない」と語っており、事実、落合が得意としていたのは、インコースの球を広角に打つことであった。ライト方向へ多く飛ぶので「アウトコースは危ない。勝負するならインコース」と単純な考えから落合対策を練る他球団が増え、得意なコースばかりに球がきて苦手なコースにはあまり投げ込んでこず、落合本人はそのことをほくそ笑んでいたという。
また、「バッティングはあくまでも水物。点数を取れる時は取れる、取れない時は取れない」と実力だけではないものがあることも説いている。
リーグ最多四球を1984年から1991年の8年連続含め、通算9回記録した。通算1475四球は王貞治に次いで歴代2位、右打者では歴代1位である。3桁の三振を記録したシーズンは一度もない。通算打率.311に対して通算得点圏打率は.334を記録している。
落合いわく、自身が三冠王をとれたのは「三兎（打撃の三冠タイトル）を追って三兎を得る勢い」でやったからとのことであり、俗にいう「二兎を追う者は一兎をも得ず」を野球選手は考えてはいけないとのこと。
三冠タイトルで一番難しいのは首位打者と述べている。ただし、これは「狭き門」という意味ではなく、むしろ「誰にでも取れるチャンスがある一番のタイトル」という意味であり、ライバルがそれだけ多いから難しいとも語っている。
本人曰く、26歳になる年でプロ入りしたこともあって、「遅く入った自分がレジェンドの記録を塗り替えることはないから、シーズンでどれだけの記録を残せるかに重点を絞りプレイした」と述べている。

### 守備
一塁手、三塁手、二塁手としてそれぞれ出場経験があるが、最も出場試合数が多いのは一塁手である。
ロッテ時代に遊撃手として共に内野を守った水上善雄は「（二塁手として）追いついた打球は絶対にアウトにしてくれました。（中略）ゲッツーが計算できて、やりやすかったです。送球も縦の回転で捕りやすく、捕ってからすぐに一塁送球できました。ファーストに移ってからもミットさばきが柔らかく、送球がショートバウンドになっても確実に捕ってくれました。落合さんにゴールデングラブ賞の経験がないのはおかしいです」と評価している。

## 逸話

### 家族
1980年12月に1度結婚したが、3か月で離婚した。1984年12月に9歳年上の信子と再婚した。信子は後にタレント活動をするようになった傍ら、博満に前向きではなかったFA権の行使や監督就任などを決断させた。
長男は声優の落合福嗣。また、元プロレスラーのジャイアント落合は甥にあたる（姉の子）。落合一家は博満が三冠王を獲得したことに掛けて「トリプルクラウンファミリー」と呼ばれるなど独特の知名度がある。
孫もおり、2024年4月21日の『サンデーモーニング』の生放送では、この年のクリスマスに孫のためにサンタクロース役をやろうと髭を伸ばしていると語った。
1989年には7月26日に藤井寺球場で開催されたオールスターゲームに出場した。名古屋に戻った27日、その数日前から自宅に滞在していた義理の姉（信子の姉）とともに家族で食事に行こうとしたが、義理の姉がガスコンロの火を消し忘れたまま外出したため、スープを煮込んでいた鍋がガスコンロの上で炎に包まれるボヤ騒ぎになったが、偶然近所の学習塾から帰る途中の小学生たちが落合宅の異常に気づいて駆けつけ、それを聞いて駆けつけた人々が火を消し止めたため、火災には至らなかった。

### 人物
投手として入団した愛甲猛に打者転向を勧め、愛甲の打撃を指導した。愛甲は1981年に入団後、3年間投手としてプレーしたが、結果を残せず、1983年のシーズン終了後に監督の山本一義から「投手を続けるか、それとも打者に転向するか」と迫られるも即決できなかったが、落合から「タケシ、お前はバッターの方が稼げるぞ。甲子園を見ていたが、バッターの方が稼げるぞ」と声をかけられたことで打者転向を決意した。1984年の春季キャンプでは初日から、練習を終えた後に落合の部屋にて落合から打撃の指導を受けた。丸めた新聞紙をボール代わりにトスバッティングを繰り返した。愛甲はそれまで打撃で本格的な指導を受けたことがなかったが、落合の連日にわたる指導で上達した。落合は「家にいてもやることねえし」と言いながらも川崎球場でのファームの試合をバックネット裏から観戦し、愛甲の打撃を見ていたことがあったといい、愛甲は落合に対し、「オチさんに教わった打撃術は、我流とは違い、明らかにプロの打撃だった」と感謝している。ロッテ時代の落合は子供が出来ずに悩んでいたため、心底可愛がっていた愛甲と養子縁組することも本気で考えていたといい、愛甲は後に「ヘタすりゃ福嗣くんのお兄さんになってた」と語っている。愛甲はこれについて「落さんって、自分が見てバッティングとかが気に行った奴ってのが凄く可愛く感じるのよ」と自身の見解を述べている。
1985年から1987年まで社団法人日本プロ野球選手会の2代目の（プロ野球選手としては初の）理事長を務めたが、1992年には選手会を脱退した。その後の1993年、FA制度を利用して巨人に移籍している。
プロ入り前からの熱心な長嶋茂雄ファンで、後楽園球場での引退試合をスタンドで観戦している。巨人は1992年から長嶋が監督に復帰していたが、落合はロッテ時代に受けた取材にて「長嶋さんがもう一度巨人の監督になったら、世間から馬鹿にされますよ。笑われますよ。だって、自分をクビにしたチームにのこのこ帰っていくヤツがどこにおるんよ」と発言し、取り沙汰されていた長嶋の巨人復帰に釘を刺したことがある。しかし後年、落合も巨人に移籍し会見では「長嶋さんを胴上げするために来ました」と述べ、そして長嶋を胴上げに導いた。
現役時代、プロ入り時の監督であった山内一弘からフォームの矯正を施されたが、指導された打法が合わなかった。しかし、山内との関係が悪かったわけではなく、その後に出来上がった神主打法を改めて見てみたところ、山内から教わったものが自分のバッティングにも生きていることが分かったという。また、落合は山内から伝授された打撃練習法を、現役晩年まで実践していた。
クーラー嫌いでも有名であった。現役時代は真夏でもクーラーを点けずに汗を思いきりかきながら寝て、朝5時にすっきり目を覚ます生活を送った。
ロッテ在籍時代、阪急のエース・山田久志とはライバルとして認め合い、名勝負を繰り広げた。1980年5月28日の阪急戦で2安打した落合を見た山田は、ブルペンに居た若手投手に「凄い打者が出てきた。あいつは三冠王を獲るかも知れない」と話したという。落合はプロ入り当初、山田の決め球であるシンカーを全く打てなかったが、当の山田本人に攻略法を聞くという大胆な行動を起こし、「センター返しをしろ」とのアドバイスを貰い受け、それを実践し苦手のシンカーを克服した。1982年4月29日に行われた、山田の200勝が掛かった試合では、山田から3本の本塁打を放っている。打った球は全てシンカーであった。
山本昌は監督を務めていた頃の落合から「年齢はグラウンドに立てば関係ない。ひとつでも多くのアウトをとれるやつをオレは使う。力のあるやつが、このグラウンドに立つことができるんだ」という言葉をかけられ、2009年に出版した著書でこの言葉に感謝している旨を記している。2007年のシーズンには何度も山本を二軍に落としたが、山本は自著に「2007年には19試合登板し、うち18試合は先発のチャンスを与えられたが、これだけ使ってもらって結果を出せなかった。落合監督は本当に僕を辛抱強くマウンドに送り出してくれた」という趣旨の記述を残している。
暴力嫌いであり、監督に就任直後、招聘した全コーチに、「いかなる理由があっても選手に手を上げてはいけない。守れなかった場合は解雇する」という誓約書にサインさせた。中日球団は星野仙一監督など、鉄拳制裁が日常的になっており、その慣習を変えるべくチームの暴力根絶にも苦心し、落合は「チームから暴力をなくすのに5年かかった」としている。スポーツ界全体に蔓延する暴力指導の根絶について「この先何十年もかかると思う。『絶対ありません』と言う時代は私が生きている間には訪れないと思ったほうがいい。それだけ時間がかかる難しい問題」と語っている。
暴力を振るわなかったが、先述の愛甲に対するように「選手をしごいたことはある」と言うなど「時には厳しさは大事」という考えは持っていた。特に井端弘和をしごいたこともあり、このことから「井端からは、いつもムカついた顔をされてた」と落合も認めている。もっとも、その井端は荒木雅博と共にアライバコンビとして中日の名選手として活躍するようになり、活躍の場を落合が作ったとも認められることもある。
若いころは飲酒をしていたが30歳になったころには断酒をしたという。
オフシーズンの自主トレ先として長野県の昼神温泉を愛用していたことで知られ、同温泉の周辺には落合がランニングで使用したとされる「落合ロード」が残る。1989年1月には、同温泉に滞在中だった落合が当時のドラゴンズと星野監督を批判したとされる、通称「昼神事件」の舞台ともなった。

### 稲尾和久との関係
ロッテ時代の監督だった稲尾和久を師と仰いでいる。現役時代、稲尾監督就任会見のあと、新監督以下、首脳陣が飲みに繰り出そうとしたとき「私も行っていいですか」とついて行き、店に着くなり、落合は稲尾に「監督は『管理野球』ですか。それとも、選手に任せるんですか」と尋ねた。激怒されてもおかしくないところ、稲尾に「残念ながら、俺は”西鉄”ライオンズで育った人間だから、管理されたことがないんだよ。だから俺も管理はしないよ」と答えられ安堵する。同シーズン前半戦打率2割そこそこの打率だった落合の打順降格を提案した複数のコーチに対し、稲尾は頭を下げてまで4番起用を続け、結果落合はシーズン後半戦には4割を超えるような打率を残した。室内練習場で長時間にわたるバッティング練習を終えたところ、落合の指が感覚を失い、バットから離れなくなったが、物陰から姿を現し、指をゆっくりとバットから離してあげた人物が稲尾だった。落合の稲尾への私淑はこの時がきっかけだという。
1985年、開幕前のキャンプにおいて、バットを一切振りたくないという落合の要望に打撃コーチは手を焼いたが、稲尾はあっさりと落合の要望を認め、落合はその通りキャンプ中はおろかオープン戦でも一切バットを振らず、走り込みを嫌う落合は守備練習のみで足腰を鍛え、同年は打率・367、52本塁打、146打点の圧倒的な成績で三冠王を獲得した。当時のチームメイト愛甲猛によれば「あの前後のオチさんは、打席に立つ姿がものすごく大きく見えました。ベンチで隣に座る稲尾さんが『オチ、そろそろ頼むわ』というと、『わかりました』と立ち上がり、一発打って帰ってくる。落ち着き払っていた」という。
稲尾との関係はグラウンド外にも及んだ。落合夫妻と交流のある女優・冨士眞奈美がある日、落合邸を訪ねたところ、テーブルで稲尾と落合が鍋をつついており、落合がせっせと鍋奉行をつとめ、終いには稲尾がソファにゴロリと横になり寝てしまったが、その様子を落合が愉快そうに眺めているのを見て「『ああ、本当に稲尾さんのことが大好きなんだなぁ』と思いました」と述べている。前述の「昼神事件」の際も、ドラゴンズ側が星野と落合の間の仲介役を稲尾に依頼し、一度は「退団・引退」をぶち上げた落合も稲尾からの電話で引退を思いとどまった。
落合が正力松太郎賞を受賞した2007年11月13日は奇しくも稲尾の命日でもあり、受賞後の会見で稲尾について「監督と選手の立場を超えて野球を語り合った。教示された打者には分からない投手心理は私の財産」との旨のコメントを残している。
落合は「7人の監督に仕えたが、野球を教わったのは山内（一弘）さんと稲尾さんだけ」と振り返っている。

### 野球
通算500安打、1000安打、1500安打、2000安打は、すべて本塁打で達成した。さらに、1000試合出場、2000試合出場時も本塁打を打っている。
その優れたバットコントロールのエピソードとして、このようなものがある。
- 1987年に中日にトレードされた際、球団は本球場から離れた周囲・天井共にネットを張り巡らした体育館を急造の打撃練習場としていた。当然ボールがネットに乗り、垂れ下がってきてしまうので、選手がボールを投げて落とそうとするもなかなか上手く行かない。すると落合は「オレが落とすよ」と言い、ピッチングマシンの球を打って打球をネットに当て始め、乗ったボールを落としていったという。セントラル・リーグの審判部長を務めた田中俊幸は「まるで魔法のようなバットコントロールで、曲芸かマジックを見ているようだった」と述懐している[133]。
- 落合はゆるい球を自由に打ち返せれば調整はOKとしているが、ナゴヤ球場での打撃練習中のこと、審判が目慣らしのため近づいてきた。「10本打って何本スタンドに入ると思う?」と聞くと、ゆるい球は全力で打っても飛ばないため、審判は「精々4、5本だろう」と答えた。落合は「8本だ」と言い打ち始めると、打球はきれいな弧を描き、スタンドに吸い込まれていく。結果的に2本がフェンス前に落ち、スタンドインしたのは8本であった。その審判は「信じられない光景であった」と述べている[133]。
- 打撃投手に体の正面にボールを投げさせて全球バットの芯で打ち返した、トスバッティングで投手の胸にライナーで打ち返した等、練習段階からパ・リーグ審判員山崎夏生が驚くほどのバットコントロールであった[134]。
- ロッテ時代は長さ35インチのバットを使っていた。南海の門田博光は「オレでも34インチ半が精一杯やったのに……。あの長さのバットを扱うのはすごい技術が必要なんです」と振り返っている[135]。
- 読売ジャイアンツ時代には、バットのグリップの太さが0.2 mm違っても気付いた[136]

入団当初は三塁手だったが、一軍に定着するため、2年目からはチームに手薄だった二塁手に転向し、初めて三冠王を獲得した年のポジションも二塁手だった。その翌年は一塁手に転向したが、三塁手であった有藤通世の外野手転向により三塁手に戻り、その後は守備の負担を考慮して再度一塁手に転向した。二塁手だった時期もあるため、2000年に日本野球機構などが行った「センチュリーベストナイン（20世紀ベストナイン）」投票で落合は二塁手としてノミネートされ、選出された。ベストナインは一塁手で4回、二塁手で2回、三塁手で4回選ばれている。
どの守備位置もそつなくこなしたが、内野に飛べば必ず守備機会が生じ、バント処理を真っ先に行わなくてはならず、一・二塁間に打球が飛べば右利きの自身はバックハンドキャッチを余儀なくされるなど様々な内野守備の要素が複雑に絡み合うことから、一番難しいのは一塁手、一番楽なのは三塁手と断じている。
主流となっているユニフォームのズボンの裾を下まで下ろす着こなしは、中日時代の落合がチームメイトの宇野勝と共に始めたのが最初とされる。内野守備のクロスプレーで足をスパイクされるのを防ぐため、ソックスの上に毛製の足首のサポーターとストッキングを着用し、血流が悪化しないようにそれまでズボンの裾に付いていたゴムをなくし、下まで下ろすようにした。同様の理由でソックスやストッキングは独自規格のものをメーカーに特注していたという。また、落合はロッテ時代に当時打撃コーチだった広野功の薦めで、木製バットの含水率を厳密に管理できるバットケース（富士シリシア化学製）の使用を始めた。これは球界におけるバットの含水率管理の先駆けである。
前田智徳の打撃を評価しており、打撃指導の時は「広島の前田を参考にしろ」と言うことが多い。また、リトルリーグの指導をする時も「プロの真似をするなら広島の前田の真似をしなさい」と言う。自身の真似については「真似るとスランプに陥る可能性があるので絶対にやめなさい」と述べている。落合自身の打撃法について「俺と同じ打撃が出来るのは石嶺和彦だけ」と語っており、特に石嶺の内角打ちを高く評価していた。落合は中日の監督に就任すると同時に石嶺を中日の打撃コーチに迎え、石嶺は落合が監督在任した8年間、一貫して打撃コーチとしてチームを支えた。
清原和博に対しても賛否両論な考えを持っており、「高校の頃が一番上手かったが、プロに入ってから下手になった」と酷評した上で「だからこそ、高校のままでやっていたら成功した。」と評価もしていた。
外国人選手の立場や存在感も尊重しており、「彼らがいなければ日本球界は成り立たない」と公言している。

### 発言
1985年11月にヤクルトスワローズが日本プロ野球選手会を脱退したのを受けて、直後の12月に「組合は個人で入るもの」としてチームごと脱退したヤクルトを「あそこは自分の意思がないチーム。誰とは言わないが、上が悪い」などと批判。これで当時の球団代表の田口周だけでなく本社役員からも根に持たれたことで、巨人を自由契約になった1996年オフに獲得に名乗りを上げたヤクルトからのオファーを断ることとなる。
中日監督辞任後には2013年の第3回WBCの日本代表監督への就任を期待する声もあったが、落合自身は2012年1月13日に紀伊國屋ホールで開かれた著書『采配』（ダイヤモンド社）刊行記念の講演で「（WBCの監督は）絶対やりません。何でそんな命縮めるようなことわざわざしなくちゃいけないのか。短期決戦が下手なんでしょうね。私がやったら絶対に負けますからね」と発言して否定し、結局は山本浩二が監督に就任した。
同年シーズン中、親会社が新聞社なのにも関わらず、記者団のインタビューで「当分俺からは野球の話はない。マスコミを使って選手にメッセージを伝えるのはやめた。新聞を読んでない選手もいるから」と親会社を軽視する発言を行った。これが原因で中日新聞上でコラム『読む野球』を書かされることとなった。
2011年、監督退任後の『報道ステーション』での長嶋一茂との対談で、統一球の影響については「全く関係ない」「言い訳」と発言し「選手が『統一球は飛ばない』という言葉に逃げた。現に打てなくなった奴はみんなボール球を振っている。それでは打てないのは当然だ」と述べた。
2022年4月11日に投稿した公式YouTubeチャンネルの動画で、野球界のレベルが落ちていると感じている部分を明かした。「昔はアメリカも24球団だからね。今みたいに30球団じゃなく、24球団で、エースピッチャーが3人くらいいて、中4日で回す。そういう層の厚さがある時代。今みたいに30球団で、そんな昔よりもレベルは落ちてはいるとは思う。日本の野球もレベルは落ちているとは思う」と持論を展開。その理由について「それは考えなくなったということなんだろうと思う。そして隠れて練習をすることをしなくなった」と語った。
2023年10月3日に公開した公式YouTubeチャンネルの動画で、走り込みについて語った。現在は現場のことは分からないと断りを入れつつ、長距離の走り込みは絶対に必要と断言。特に投手はランニングの量で成績が決まると主張し、昨今の走り込み否定論を快く思わない立場を示した。

### オマール・リナレスとの友情
1978年7月にオランダで開催されたハーレムベースボールウィークの第11回大会に出場した落合は、キューバの豪速球投手・ブラウディリオ・ビネンから死球を受け、それ以来、キューバの選手に対してはあまり良いイメージを持っていなかったという。しかし1995年にキューバの選手が日本を訪問したおりにオマール・リナレスの手形を落合博満野球記念館に貰えないかという話になり、リナレスはこれを快諾。アントニオ・パチェコやビクトル・メサと共に車で世田谷にある落合邸を訪問した。
リナレスが訪問した際、信子夫人と福嗣に歓迎されたが、落合は東京ドームの試合で留守だった。時間制限があったために落合に会えず、短時間で落合邸に別れを告げた。ところが、ホテルに戻ると信子夫人から連絡を受けた落合が駆けつけてきてくれていた。パチェコの誕生日祝いもあり、信子夫人と福嗣も後から合流してお祝いの会は大盛況で進んでいった。2人は野球談義で意気投合し、最後に落合はリナレスに「47歳までプレーする」と約束してみんなと別れた。
翌1996年5月に再びキューバの選手が日本を訪問したおり、落合は再び彼らの宿舎を訪れ、リナレスとパチェコに自分のバットをそれぞれ1本ずつプレゼントした。亡命直前のローランド・アローホの誕生日も祝った。後日、リナレスの母校のピナール・デル・リオ大学で開かれた「リナレス展」の会場の真ん中に落合のバットが飾られていた。そこには「これは日本で三冠王を3度も獲ったオチアイという偉大な選手のバットです」と見学しに来ていた人に自ら説明するリナレスの姿があった。後に2004年の一年間という短い期間ではあるものの、中日で落合は監督、リナレスは一塁手のレギュラーという間柄でリーグ優勝を達成した。

### 背番号へのこだわり
背番号に対してのこだわりが強く、落合博満記念館は背番号6にちなんで六角形のデザインとなっている。2010年以降は眼鏡をかけるようになったが、フレームの淵の部分には漢字で「六」と入っている。巨人移籍時には6を既に篠塚和典が使用していたため、6に0をくっつけた60を使用した（篠塚が引退した翌1995年からは6に変更）。1994年は巨人の球団創設60周年であり、尚且つ落合が同年開幕時に四番に立った場合巨人の「第60代四番打者」になるために選んだとも言われている。また仮に篠塚が6を譲った場合、篠塚への同情論と落合への更なる批判が集まるおそれがあり、これを避けたかったためともされている。また、中日監督就任後は、6を二つ重ねた66を背番号としている。
中日監督就任後も背番号のこだわりを随所に見せており、谷繁元信の当時の背番号7を「捕手の番号らしくない」と森昌彦・大矢明彦・伊東勤・古田敦也など歴代の名捕手が背負ってきた背番号である27に変更させている。また、背番号16だった森野将彦を就任直後に8、2006年からは31に変更させた。森野は2010年から2013年まで30、2014年以降は7を使用。2009年には、現役を引退しファンから永久欠番の署名活動があった立浪和義の背番号3を森野に与えようとしたが本人が辞退している。なお背番号3は1年間欠番となった後、2011年からは新入団の吉川大幾、吉川が退団した2015年以降は高橋周平が引き継いでいる。
中日を代表する投手に代々受け継がれて伝統と化していた“中日のエースナンバーは「20」”という考え方にも否定的で、2004年の川崎憲次郎引退後に入団した中田賢一に20を与えた。「オレの中では18がエース番号。だれかがあれ（20）をつけないと番号が足りない」と説明している。
中里篤史や佐藤充など、後がない選手には1年だけ猶予を与えるが、支配下の選手の中で一番下という意味で背番号を70に変更させる。結局、中里と佐藤は結果が出せず1年後に戦力外通告された。また、この2人以前にも70をつけていた鳥谷部健一（2006年）、三澤興一（2007年）は移籍して1年で解雇されている。ただし、2011年に加入したエンジェルベルト・ソトは例外で、入団当初から70をつけていた。GMとして中日復帰後は70をつけていたダニエル・カブレラの背番号を99に変更させ、谷哲也の背番号を70に変更させた。
中日新聞の読む野球のコーナーで「背番号00は意味がない」という理由で2011年から欠番とすることになったが、GM復帰後の2014年から2016年まではアンダーソン・エルナンデスが使用した。2007年から2012年まで在籍していた金剛弘樹がつけていた背番号0についても「背番号ではない」とコメントしている。

### 愛車
プロ入り後に、トヨタ・クラウン（110系・セダンタイプ）を購入。護身用の為に大がかりな改造を施した。実際にトヨタの工場で新車の内装がすべてはがされ、衝撃を受けても大けがをしないようにロールバーや補強材が至るところに埋め込まれ、車内はかなり狭くなり、車両重量が約3t近くに増量、燃費も相当悪くなったという。約10年近く乗った後、親戚に譲る。
現在は2台所有。1台は、ダッジ・デイトナ。1985年に2度目の三冠王を獲得し、セ・リーグで三冠王を獲得した阪神タイガースのランディ・バースと共に麻布自動車からMVP受賞の副賞として両者に贈られたもの。
もう一台は、80年代後半に夫人からのプレゼントとして贈られたアストン・マーティン・V8（通称『ボンドカー』）で、
2台共、補修、車検を繰り返しながら現役走行しており、アストン・マーティン以降新車の購入、所有はしていない。

### ガンダムファン
息子の福嗣の影響もあり、ガンダムシリーズ好きである。自身のYouTubeにゲストとして機動戦士ガンダム 水星の魔女エグゼクティブプロデューサーの小形尚弘を招いた際には核心を突いた質問を連発し、小形が回答に窮する場面も見られた。
ガンプラにもこだわりがあり、最も好きなモビルスーツは、『新機動戦記ガンダムW』に登場するウイングガンダムゼロ（EW版）。 2008年1月には静岡県にあるバンダイホビーセンターを訪れ、『機動戦士ガンダム00』に登場するガンダムエクシアの中日ドラゴンズカラー版をプレゼントされた。

### ミラクルジャイアンツ童夢くん
石ノ森章太郎の漫画およびアニメ『ミラクルジャイアンツ童夢くん』に実名で中日の選手として登場した。声優は沢木郁也が担当した。劇中の主人公でジャイアンツの新城童夢の投げる魔球「童夢スペシャル1号・スノーミラージュボール」を初めて打破するなど、実在の選手としては最大のライバルとして童夢に対峙する。他に童夢の魔球と対決するのは架空の人物が主である。アニメのサブタイトルにも「落合、魔球打倒宣言」（第8話）、「対決!落合対童夢」（第9話）などと題される。信子夫人も劇中に登場した。しかし、当の落合本人はこのアニメを見たことが無いと、当人のYouTube「落合博満のオレ流チャンネル」にて視聴者からのこの質問に答えている。

### 映画好き
無類の映画好きとしても知られる。
本人曰く「高校時代は野球部より映画館にいる時の方が多かった」。そしてオフの日は自宅で映画を観ることが多く、福嗣と一緒に日本語吹き替え版の「ターミネーター」などを観ていたことが、後に福嗣が声優になるきっかけともなっている。

### 語学力
中学時代の定期試験は英語の答案用紙を白紙で提出し、高校入試でも英語は白紙だった。監督時代は「ここは日本だから、日本語を話せ」と外国人選手に日本語を使うように求めていたが、落合が英語が分からないと言えば外国人選手の方も自然と日本語で対応した。
2022年5月のスポーツニッポンの取材で、世の中で理解に苦しむことを問われると「なんでも横文字にしてしまうというのは、横文字の嫌いな人間には、ちょっと、分からない部分がある」と即答。「英語の頭文字だけとって、くっつけたりね。それがあたかもすべての人に通用するような形でしゃべっているというのは。まあ、それを理解しない俺が悪いのかもわからないけども、理解不能。なんでもかんでも英語にしてくれるなよ、ちゃんとした日本語があるのに」と話していた。

### 盗難
2006年9月20日の横浜スタジアム、対横浜戦において、監督室に置いてあった現金37万円や免許証などが入ったセカンドバッグを紛失した。警察が正式に捜査し関係者の指紋を取るなどしたものの、バッグは見つからず犯人も不明なままであった。コーチの長嶋清幸によると、同じロッカーを使っていた森繁和のバッグには現金150万円が入っていたものの、手つかずだったという。

## 監督として
監督としての実績は中日ドラゴンズで監督を務めた8年間のみだが、監督在任期間中は全ての年でAクラス入りを果たし、リーグ優勝4度（うち2010年と2011年にセ・リーグ連覇）、日本一1回の実績を残した。
野手出身で実質コーチ経験が無い落合が、監督として実績を残せたのには幾つかの要因があった。
2004年監督就任1年目の春季キャンプ初日から紅白戦を実施。また、キャンプ中はペナントレースでの日程を考慮して、移動日にあたる月曜日をオフにした6勤1休制のキャンプを実施した。
監督在任期間中は、広いナゴヤドームを利用して投手力を武器にペナントシーズンを戦った。
投手起用に関しては自身が野手だったことから、厚い信頼を置くヘッドコーチの森繁和に任せて一切口出ししなかった。これについて落合は「（下手に口を出すと）大抵それで失敗する」と発言している。攻撃面ではサインはほとんどなく、基本は選手のやりたいようにやらせていたという。甘い球や狙い球ならどんどん打っていけという考え方で、選手には「狙いがあるなら、全員が初球打ちで3球でチェンジになっても構わない」とも話していた。
ペナントシーズン消化も緻密で、ホームゲームでは広いナゴヤドームを利用して数少ないチャンスをものにして投手力で逃げ切り、下位チームとの対戦では慢心による取りこぼしを避けるために采配や選手起用には慎重に気を配っていた。
高柳秀樹は「試合中にブレることなく自分が思った野球を貫くことですかね。あと森さんとか近くにいる人達も優秀でね。落合さんは一度任せたらもう口を出さないというところも立派だと思います。」と述べている。
山本昌は引退後、名球会の公式YouTubeチャンネルの動画で落合を「予言者」と評しており、2003年の日本シリーズ前に「両チームがホームで全勝して、ダイエーが勝つ」と予想して当てる、2004年に補強を凍結して優勝する公約を達成するなど、洞察力に定評があったとしている。
監督就任1年目は、開幕戦から数試合は勝ち試合のゲームセット時にベンチで喜びを露にしていたが、徐々に試合中は無表情となり一切感情を出さなかった。2011年11月の監督退任後には「イニング毎に必ずベンチ立つでしょ? 裏行って、表情変えているから。監督室帰って、例えばお茶飲んだり、水飲んだり、一人でボソボソ文句いいながら、『あの馬鹿野郎、あんなところで、あの球打ちやがって』とか独り言を言ったり。そこで頭切り替えて、ベンチ行って座っていると。この繰り返しですよ」と語り、努めてそうしていたことを明かしている。その意図は「選手はベンチを見てる。怒ってる姿を見せたら、あいつら体動かなくなるから」と語る。また、「それでなくても、そういう野球を中日はずっとやってきたわけでしょ。過去の政権で。戦う人間はこっちじゃないよ。お前ら何しでかしたって別に怒りゃせんから。そのかわり、勝ち負けの責任は俺がとる。個人の成績良い悪いは、お前らが責任とれよ。そこはフォローしないぞ。だから、グラウンド行って戦ってきなさいって」とも話し、過去に中日を監督していた星野仙一の有り様を踏まえた考えだったことを仄めかした。
2006年度ドラフト会議では田中将大の指名を回避して堂上直倫を指名し、最終的に指名した堂上の入団が実現。田中を指名しなかった理由については後に「本心を言うと……あれは本社命令」と回答している。
2007年11月1日、日本ハムとの日本シリーズ第5戦で、球団として53年ぶりの日本一を成し遂げた。その一方で8回表まで完全試合投球を続けていた先発の山井大介を、9回表に岩瀬仁紀へ交代させた采配には、賛否両論が巻き起こった（2007年日本シリーズ完全試合リレーを参照）。
2007年11月13日、中日球団からは初となる、正力松太郎賞を選考委員会の満場一致で受賞した。その際、座長であった川上哲治は「強い信念と、選手の上手い育て方。自分の野球観を持って強いチームを作った。立派な功績」とコメントした。岡田彰布は落合と2008年オフに会話した折、これからはウッズ・和田など他球団の強力な主軸をマネーゲームで取る野球ではなく、選手を育成して勝利するという強い執念を感じたという。
2010年は打率、得点でリーグ5位、2011年には両部門でリーグ最下位の成績ながら、球団史上初の連覇を達成した。2011年5月7日、11敗目を喫した際に「あと50回負けられる」という旨の発言をし、結果その年の中日の61敗目がちょうどそのシーズンの優勝ラインとなった。
FA権に対しては、落合自身も現役時代に行使した経験があったこともあり、「FAは選手が勝ち取った権利」だと容認的なスタンスを取っている。監督在任期間中は野口茂樹、福留孝介、川上憲伸、中村紀洋と4人の選手がFA権を行使して移籍していった一方で、埼玉西武ライオンズから和田一浩をFAで獲得した。
一方で、マスコミに対しては、試合後のコメントも他の監督に比べ短く、落合の試合後のコメントを毎回掲載する東京中日スポーツの「オレ流語録」コーナー掲載のコメントはほとんど一行のみである。現役時代にチーム事情を敵にばらす記者がいることを知り、自分のチーム事情が漏れるのを警戒しているからであるとされている。
上記の事情から、マスコミや球団内からは「ファンサービスが足りない」と批判を受けていた。こうした批判に対し、落合は「勝てばファンはついてくる」と口にしている。
2011年シーズンをもって監督を退任したが、これに関しては、落合に勝たれては困ると思っていた球団幹部が存在し、さらに同年9月の巨人戦で負けた際、その幹部にガッツポーズをされたことを明かしている。実際に、2011年の連覇達成時には、当時のオーナーだった白井文吾と握手を交わしたのに対して、その球団幹部とは握手を交わさずにベンチを去っている。翌2012年のファンクラブ会報誌（1月臨時号）には「高木守道新監督のファンサービスぶりはすでに前任者をはるかに凌駕している」「前任の監督は『勝てばファンはついてくる』といい、勝つこと以外でのファンサービスには熱心ではなかった」などといった露骨な落合批判の文が掲載された。
指導者としてはプロスポーツ選手を育てるために大切な要素を「心技体」の順番ではなく「体技心」の順番と定めている。体力があれば技術が身に付くし、技術があれば、心が動じずに平常心で戦えるという理屈である。
落合が監督を退任してから中日は優勝することがなく低迷が続いているため、もう一度中日の監督復帰を問われることがあったが、「（後ろ盾だった）白井文吾オーナーが退任したため、もうないだろう。低迷期間中に白井オーナーが『勝つのは簡単だ（落合起用を示唆）。でも、それは皆さん（現球団関係者たち）が許さないんだろう?』という発言を耳にした。だから中日の監督復帰は、（関係者との確執から）まずないだろう」と否定している。

## 詳細情報

### 年度別打撃成績
| 年 度      | 球 団      | 試 合 | 打 席 | 打 数 | 得 点 | 安 打 | 二 塁 打 | 三 塁 打 | 本 塁 打 | 塁 打 | 打 点 | 盗 塁 | 盗 塁 死 | 犠 打 | 犠 飛 | 四 球 | 敬 遠 | 死 球 | 三 振 | 併 殺 打 | 打 率 | 出 塁 率 | 長 打 率 | O P S |
| ---------- | ---------- | ----- | ----- | ----- | ----- | ----- | -------- | -------- | -------- | ----- | ----- | ----- | -------- | ----- | ----- | ----- | ----- | ----- | ----- | -------- | ----- | -------- | -------- | ----- |
| 1979       | ロッテ     | 36    | 69    | 64    | 7     | 15    | 3        | 1        | 2        | 26    | 7     | 1     | 0        | 0     | 0     | 4     | 0     | 1     | 12    | 2        | .234  | .290     | .406     | .696  |
| 1980       | ロッテ     | 57    | 188   | 166   | 28    | 47    | 7        | 0        | 15       | 99    | 32    | 1     | 0        | 2     | 2     | 17    | 0     | 1     | 23    | 5        | .283  | .349     | .596     | .946  |
| 1981       | ロッテ     | 127   | 502   | 423   | 69    | 138   | 19       | 3        | 33       | 262   | 90    | 6     | 3        | 1     | 4     | 68    | 1     | 6     | 55    | 17       | .326  | .423     | .619     | 1.043 |
| 1982       | ロッテ     | 128   | 552   | 462   | 86    | 150   | 32       | 1        | 32       | 280   | 99    | 8     | 2        | 0     | 4     | 81    | 6     | 5     | 58    | 11       | .325  | .428     | .606     | 1.034 |
| 1983       | ロッテ     | 119   | 497   | 428   | 79    | 142   | 22       | 1        | 25       | 241   | 75    | 6     | 5        | 0     | 3     | 64    | 5     | 2     | 52    | 14       | .332  | .419     | .563     | .982  |
| 1984       | ロッテ     | 129   | 562   | 456   | 89    | 143   | 17       | 3        | 33       | 265   | 94    | 8     | 1        | 0     | 4     | 98    | 8     | 4     | 83    | 14       | .314  | .436     | .581     | 1.017 |
| 1985       | ロッテ     | 130   | 568   | 460   | 118   | 169   | 24       | 1        | 52       | 351   | 146   | 5     | 1        | 0     | 4     | 101   | 26    | 3     | 40    | 16       | .367  | .481     | .763     | 1.244 |
| 1986       | ロッテ     | 123   | 522   | 417   | 98    | 150   | 11       | 0        | 50       | 311   | 116   | 5     | 1        | 0     | 1     | 101   | 19    | 3     | 59    | 15       | .360  | .487     | .746     | 1.232 |
| 1987       | 中日       | 125   | 519   | 432   | 83    | 143   | 33       | 0        | 28       | 260   | 85    | 1     | 4        | 0     | 4     | 81    | 10    | 2     | 51    | 10       | .331  | .435     | .602     | 1.037 |
| 1988       | 中日       | 130   | 557   | 450   | 82    | 132   | 31       | 1        | 32       | 261   | 95    | 3     | 4        | 0     | 6     | 98    | 13    | 3     | 70    | 11       | .293  | .418     | .580     | .998  |
| 1989       | 中日       | 130   | 559   | 476   | 78    | 153   | 23       | 1        | 40       | 298   | 116   | 4     | 3        | 1     | 6     | 75    | 7     | 1     | 69    | 11       | .321  | .410     | .626     | 1.036 |
| 1990       | 中日       | 131   | 570   | 458   | 93    | 133   | 19       | 1        | 34       | 256   | 102   | 3     | 3        | 0     | 8     | 100   | 17    | 4     | 87    | 7        | .290  | .416     | .559     | .975  |
| 1991       | 中日       | 112   | 478   | 374   | 80    | 127   | 17       | 0        | 37       | 255   | 91    | 4     | 2        | 0     | 5     | 95    | 16    | 4     | 55    | 9        | .340  | .473     | .682     | 1.155 |
| 1992       | 中日       | 116   | 481   | 384   | 58    | 112   | 22       | 1        | 22       | 202   | 71    | 2     | 3        | 0     | 6     | 88    | 8     | 3     | 74    | 12       | .292  | .422     | .526     | .948  |
| 1993       | 中日       | 119   | 504   | 396   | 64    | 113   | 19       | 0        | 17       | 183   | 65    | 1     | 2        | 0     | 8     | 96    | 14    | 4     | 69    | 13       | .285  | .423     | .462     | .885  |
| 1994       | 巨人       | 129   | 540   | 447   | 53    | 125   | 19       | 0        | 15       | 189   | 68    | 0     | 0        | 0     | 6     | 81    | 4     | 6     | 56    | 13       | .280  | .393     | .423     | .815  |
| 1995       | 巨人       | 117   | 483   | 399   | 64    | 124   | 15       | 1        | 17       | 192   | 65    | 1     | 0        | 0     | 8     | 73    | 2     | 3     | 87    | 17       | .311  | .414     | .481     | .895  |
| 1996       | 巨人       | 106   | 448   | 376   | 60    | 113   | 18       | 0        | 21       | 194   | 86    | 3     | 0        | 0     | 2     | 67    | 3     | 3     | 53    | 11       | .301  | .408     | .516     | .924  |
| 1997       | 日本ハム   | 113   | 466   | 397   | 35    | 104   | 14       | 0        | 3        | 127   | 43    | 3     | 0        | 0     | 5     | 61    | 1     | 3     | 60    | 16       | .262  | .361     | .320     | .680  |
| 1998       | 日本ハム   | 59    | 192   | 162   | 11    | 38    | 6        | 0        | 2        | 50    | 18    | 0     | 1        | 0     | 2     | 26    | 0     | 2     | 22    | 12       | .235  | .344     | .309     | .652  |
| 通算：20年 | 通算：20年 | 2236  | 9257  | 7627  | 1335  | 2371  | 371      | 15       | 510      | 4302  | 1564  | 65    | 35       | 4     | 88    | 1475  | 160   | 63    | 1135  | 236      | .311  | .423     | .564     | .987  |

- 各年度の太字はリーグ最高、赤太字はNPBにおける歴代最高

### 年度別監督成績
レギュラーシーズン
| 年 度     | 球 団     | 順 位     | 試 合 | 勝 利 | 敗 戦 | 引 分 | 勝 率 | ゲ ｜ ム 差 | 本 塁 打   | 打 率      | 防 御 率   | 得 点      | 失 点      | 年 齡      |
| --------- | --------- | --------- | ----- | ----- | ----- | ----- | ----- | ----------- | ---------- | ---------- | ---------- | ---------- | ---------- | ---------- |
| 2004      | 中日      | 1位       | 138   | 79    | 56    | 3     | .585  | (7.5)       | 111        | .274       | 3.86       | 623        | 558        | 50歳       |
| 2005      | 中日      | 2位       | 146   | 79    | 66    | 1     | .545  | 10.0        | 139        | .269       | 4.13       | 680        | 628        | 51歳       |
| 2006      | 中日      | 1位       | 146   | 87    | 54    | 5     | .617  | (3.5)       | 139        | .270       | 3.10       | 669        | 496        | 52歳       |
| 2007      | 中日      | 2位       | 144   | 78    | 64    | 2     | .549  | 1.5         | 121        | .261       | 3.59       | 623        | 556        | 53歳       |
| 2008      | 中日      | 3位       | 144   | 71    | 68    | 5     | .511  | 10.0        | 140        | .253       | 3.53       | 535        | 556        | 54歳       |
| 2009      | 中日      | 2位       | 144   | 81    | 62    | 1     | .566  | 12.0        | 136        | .258       | 3.17       | 605        | 508        | 55歳       |
| 2010      | 中日      | 1位       | 144   | 79    | 62    | 3     | .560  | (1.0)       | 119        | .259       | 3.29       | 539        | 521        | 56歳       |
| 2011      | 中日      | 1位       | 144   | 75    | 59    | 10    | .560  | (2.5)       | 82         | .228       | 2.46       | 419        | 410        | 57歳       |
| 通算：8年 | 通算：8年 | 通算：8年 | 1150  | 629   | 491   | 30    | .562  | Aクラス8回  | Aクラス8回 | Aクラス8回 | Aクラス8回 | Aクラス8回 | Aクラス8回 | Aクラス8回 |

- ※1 順位の太字は日本シリーズ優勝、チーム成績の太字はリーグ1位（最優秀）、下線はリーグ最下位
- ※2 2001年から2004年までは140試合制（2004年は選手会ストライキのため2試合が行われなかった）
- ※3 2005年から2006年までは146試合制
- ※4 2007年から144試合制
- ※5 優勝年のゲーム差は2位とのゲーム差

ポストシーズン
| 年 度 | 球 団 | 大 会 名                                                               | 相 手                                   | 勝 敗                         |
| ----- | ----- | ---------------------------------------------------------------------- | --------------------------------------- | ----------------------------- |
| 2004  | 中日  | 日本シリーズ                                                           | 西武ライオンズ                          | 3勝4敗=敗退                   |
| 2006  | 中日  | 日本シリーズ                                                           | 北海道日本ハムファイターズ              | 1勝4敗=敗退                   |
| 2007  | 中日  | セ・リーグ クライマックスシリーズ 1stステージ（セ・リーグ2位）         | 阪神タイガース（セ・リーグ3位）         | 2勝0敗=ファイナルステージ進出 |
| 2007  | 中日  | セ・リーグ クライマックスシリーズ 2ndステージ                          | 読売ジャイアンツ（セ・リーグ優勝）      | 3勝0敗=日本シリーズ進出       |
| 2007  | 中日  | 日本シリーズ                                                           | 北海道日本ハムファイターズ              | 4勝1敗=日本一                 |
| 2008  | 中日  | セ・リーグ クライマックスシリーズ 1stステージ（セ・リーグ3位）         | 阪神タイガース（セ・リーグ2位）         | 2勝1敗=ファイナルステージ進出 |
| 2008  | 中日  | セ・リーグ クライマックスシリーズ 2ndステージ                          | 読売ジャイアンツ（セ・リーグ優勝）      | 1勝2敗1分=敗退                |
| 2009  | 中日  | セ・リーグ クライマックスシリーズ 1stステージ（セ・リーグ2位）         | 東京ヤクルトスワローズ（セ・リーグ3位） | 2勝1敗=ファイナルステージ進出 |
| 2009  | 中日  | セ・リーグ クライマックスシリーズ 2ndステージ                          | 読売ジャイアンツ（セ・リーグ優勝）      | 1勝3敗=敗退                   |
| 2010  | 中日  | セ・リーグ クライマックスシリーズ ファイナルステージ（セ・リーグ優勝） | 読売ジャイアンツ（セ・リーグ3位）       | 3勝1敗=日本シリーズ進出       |
| 2010  | 中日  | 日本シリーズ                                                           | 千葉ロッテマリーンズ                    | 2勝4敗1分=敗退                |
| 2011  | 中日  | セ・リーグ クライマックスシリーズ ファイナルステージ（セ・リーグ優勝） | 東京ヤクルトスワローズ（セ・リーグ2位） | 3勝2敗=日本シリーズ進出       |
| 2011  | 中日  | 日本シリーズ                                                           | 福岡ソフトバンクホークス                | 3勝4敗=敗退                   |

※ 2008年と2009年のクライマックスシリーズ2ndステージではセ・リーグ優勝の読売ジャイアンツに、また2010年と2011年のクライマックスシリーズファイナルステージ（2ndステージより名称変更）では、同じくセ・リーグ優勝の中日ドラゴンズに1勝のアドバンテージが与えられたが、ここではアドバンテージ分は除いた勝数を示した

### タイトル
- 首位打者：5回（1981年 - 1983年、1985年、1986年）※右打者のパ・リーグ記録。3年連続は長嶋茂雄・パウエルと並ぶ右打者最長タイ、パ・リーグ歴代3位
- 本塁打王：5回（1982年、1985年、1986年、1990年、1991年）※両リーグ本塁打王は史上初
- 打点王：5回（1982年、1985年、1986年、1989年、1990年）※両リーグ打点王は史上唯一
- 最高出塁率：7回（1982年、1985年 - 1988年、1990年、1991年）※受賞7回は歴代2位、右打者歴代1位。パ・リーグで3回（1986年まで）、セ・リーグで4回（1987年以降）はそれぞれのリーグの右打者最多
- 最多安打：1回（1982年）※当時連盟表彰なし
- 最多勝利打点：5回（1982年、1985年、1988年、1989年、1993年）※受賞5回は史上最多、1989年と1993年は特別賞

### 表彰
- 最優秀選手：2回（1982年、1985年）※優勝チーム以外から2度以上の選出は王貞治（1964年、1974年）に続いて2人目
- ベストナイン：10回（二塁手部門：1981年、1982年 一塁手部門：1983年、1988年、1990年、1991年 三塁手部門：1984年 - 1986年、1989年） ※複数部門に跨がっての10度受賞は歴代最多、複数部門に跨がって6年連続も歴代最長
- 野球殿堂競技者表彰（2011年）
- 月間MVP：6回（1985年9月、1986年5月、1988年8月 野手部門：1989年8月、1990年5月、1991年8月）
- 優秀JCB・MEP賞：1回（1990年）
- オールスターゲームMVP：2回（1983年第3戦、1995年第1戦）
- 日本プロスポーツ大賞
  - 大賞：1回（1982年）
  - 40周年特別賞 京楽杯（2007年）[177]
- 報知プロスポーツ大賞：3回（1982年、1985年、1986年）
- 都民文化栄誉賞（1985年）[178]
- 秋田県県民栄誉章（1987年）[179]
- IBMプレイヤー・オブ・ザ・イヤー賞：1回（1991年）
- 新語・流行語大賞 新語部門銅賞（1993年、「FA（フリーエージェント）」）
- よい夫婦の日 ナイス・カップル（1995年、妻：落合信子）[180]
- センチュリーベストナイン（二塁手）[181]
- 正力松太郎賞：1回（2007年）※監督として表彰
- 最優秀監督賞（セ・リーグ連盟特別表彰：2011年）
- 日本スポーツ学会大賞（2012年）[182]

### 記録
日本記録
- 三冠王：3回（1982年、1985年、1986年）※史上4人目、3回の三冠王は史上唯一。1982年は日本人最速となる入団4年目での達成
- 両リーグ200本塁打以上（パ247本、セ263本）
- 2年連続シーズン50本塁打以上（1985年 - 1986年）
- シーズン得点圏打率：.492（1985年）
- シーズン出塁率：.487（1986年）※NPB公式での日本記録。ただし、出塁数を採用していた時代のセ・リーグの記録に遡ると1974年王貞治の.534が日本記録となる。
- シーズン打率.360以上：2回（1985年、1986年）※日本タイ記録、右打者では史上唯一、2年連続も史上唯一
- 1試合6四球（1991年10月13日）

パ・リーグ記録
- シーズン打点：146（1985年）※三冠王の最多打点記録
- シーズン長打率：.763（1985年）

初記録
- 初出場：1979年5月29日、対南海ホークス前期8回戦（川崎球場）、7回裏に新井昌則の代打として出場
- 初先発出場：1979年5月30日、対南海ホークス前期9回戦（川崎球場）、7番・三塁手として先発出場
- 初安打・初打点：同上、6回裏に森口益光から
- 初本塁打：1979年5月31日、対南海ホークス前期11回戦（川崎球場）、3回裏に山内新一から3ラン

節目の記録
- 100本塁打：1983年8月31日、対阪急ブレーブス20回戦（阪急西宮球場）、9回表に山沖之彦から左越先制3ラン ※史上127人目
- 150本塁打：1985年5月5日、対南海ホークス4回戦（川崎球場）、5回裏に大久保学から ※史上75人目
- 200本塁打：1986年5月31日、対阪急ブレーブス8回戦（川崎球場）、2回裏に今井雄太郎から中越先制ソロ ※史上48人目
- 250本塁打：1987年5月19日、対読売ジャイアンツ7回戦（ナゴヤ球場）、6回裏に西本聖から中越2ラン ※史上27人目
- 1000安打：1987年6月2日、対横浜大洋ホエールズ9回戦（ナゴヤ球場）、7回裏に高橋一彦から左越ソロ ※史上148人目
- 1000試合出場：1988年5月14日、対読売ジャイアンツ7回戦（ナゴヤ球場）、4番・三塁手として先発出場 ※史上276人目
- 300本塁打：1988年10月2日、対阪神タイガース23回戦（ナゴヤ球場）、3回裏に仲田幸司から右越決勝ソロ ※史上19人目
- 350本塁打：1990年5月8日、対阪神タイガース3回戦（浜松球場）、3回裏に嶋尾慶一から左越先制3ラン ※史上14人目（歴代2位の1257試合で到達：当時史上最速、後にアレックス・カブレラが更新）
- 1000打点：1990年6月12日、対広島東洋カープ9回戦（広島市民球場）、9回表に高木宣宏から右越3ラン ※史上21人目（歴代最速の1284試合で到達）
- 1500安打：1990年9月5日、対読売ジャイアンツ22回戦（東京ドーム）、9回表に桑田真澄から左越3ラン ※史上59人目
- 3000塁打：1991年6月30日、対読売ジャイアンツ10回戦（ナゴヤ球場）、8回裏に香田勲男からソロ ※史上30人目
- 400本塁打：1991年8月30日、対広島東洋カープ15回戦（広島市民球場）、4回表に金石昭人から中越ソロ ※史上11人目
- 1000得点：1992年4月26日、対阪神タイガース5回戦（ナゴヤ球場）、3回裏に中込伸からソロ本塁打を放ち達成 ※史上24人目
- 1500試合出場：1992年5月4日、対広島東洋カープ3回戦（ナゴヤ球場）、4番・一塁手として先発出場 ※史上101人目
- 3500塁打：1993年8月15日、対読売ジャイアンツ18回戦（東京ドーム）、8回表に橋本清から単打 ※史上18人目
- 450本塁打：1993年8月18日、対ヤクルトスワローズ18回戦（ナゴヤ球場）、6回裏に川崎憲次郎から先制決勝2ラン
- 300二塁打：1994年4月16日、対ヤクルトスワローズ2回戦（東京ドーム）、7回裏に内藤尚行から ※史上31人目
- 2000安打：1995年4月15日、対阪神タイガース2回戦（東京ドーム）、6回裏に久保康生から左越ソロ ※史上27人目
- 1000三振：1995年10月8日、対広島東洋カープ27回戦（東京ドーム）、2回裏に紀藤真琴から ※史上21人目
- 4000塁打：1996年5月18日、対ヤクルトスワローズ7回戦（東京ドーム）、2回裏にテリー・ブロスからソロ本塁打を放ち達成 ※史上11人目
- 2000試合出場：1996年5月29日、対ヤクルトスワローズ10回戦（東京ドーム）、4番・一塁手として先発出場 ※史上29人目
- 500本塁打：1996年7月3日、対ヤクルトスワローズ15回戦（明治神宮野球場）、6回表にテリー・ブロスから逆転2ラン ※史上7人目
- 1500打点：1996年8月27日、対広島東洋カープ21回戦（広島市民球場）、8回表に白武佳久から右前決勝適時打 ※史上7人目

オールスターゲームの記録
- オールスターゲーム出場：15回（1981年、1982年、1983年、1984年、1985年、1986年、1987年、1988年、1989年、1990年、1991年、1993年、1995年、1996年、1997年） ※1992年も選出されるも出場辞退[183]
- オールスターゲーム通算打率：.365 ※100打数以上では、歴代1位タイ
- オールスターゲーム通算本塁打：11本 ※歴代4位
- オールスターゲーム通算打点：27 ※歴代3位タイ

その他の記録
- シーズン得点：118（1985年）※右打者のパ・リーグ記録
- シーズン塁打：351（1985年）※右打者のパ・リーグ記録
- シーズン打率3割以上：11回（1981年 - 1987年、1989年、1991年、1995年、1996年）※歴代5位タイ、右打者歴代1位タイ。1996年は43歳になる年での達成で史上最年長記録。
- シーズン50本塁打以上：2回（1985年、1986年）※歴代2位タイ、2年連続は史上初（他はアレックス・カブレラが達成）
- シーズン30本塁打以上：9回（1981年、1982年、1984年 - 1986年、1988年 - 1991年）※歴代3位タイ
- 17年連続シーズン100安打以上（1981年 - 1997年）※歴代4位タイ
- 両リーグ1000安打以上（パ：1096本、セ：1275本）※史上2人目
- 5試合連続本塁打（1989年10月10日 - 14日）
- 通算打率：.3108（1979年 - 1998年）※右打者の日本人歴代最高打率、5000打数以上では右打者最高打率。
- 通算出塁率：.422（1979年 - 1998年）※歴代2位、右打者歴代1位
- 通算長打率：.564（1979年 - 1998年）※右打者の日本人歴代1位
- 通算四球：1475（1979年 - 1998年）※歴代2位、右打者歴代1位
- シーズン打率：.367（1985年）※右打者歴代3位
- シーズン本塁打：52（1985年）※右打者の日本人歴代最多タイ記録、パ・リーグ日本人最多タイ記録
- 首位打者、本塁打王、打点王全て5回以上獲得：他に王貞治のみ
- 首位打者、最高出塁率、最高長打率の同時獲得：3回（1982年、1985年、1986年）※王（5回）に次ぐ歴代2位タイ（他に長嶋茂雄）
- 両リーグで最多得点を記録：史上唯一
- 両リーグで最多長打：（パ：1982、1985年、セ：1988、1989年）※他に張本勲のみ
- 両リーグで最多塁打：（パ：1982、1985年、セ：1989年）※他に張本のみ
- リーグ最多長打：4回 ※王に次ぐ歴代2位タイ
- リーグ最多四球：8年連続9回 ※パ・リーグで3年連続は最長タイ。セ・リーグで5年連続6回、合わせて8年連続9回は全て王に次ぐ歴代2位。
  - 両リーグで最多四球の獲得は史上唯一
- 最高長打率：5回 ※王に次ぐ歴代2位タイ
  - 両リーグで最高長打率の獲得は史上唯一

### 背番号
- 6（1979年 - 1993年、1995年 - 1996年）
- 60（1994年）
- 3（1997年 - 1998年）
- 66（2004年 - 2011年）

## 関連情報

### 著書
- 『なんと言われようとオレ流さ』（講談社、1986年4月、ISBN 4062026295）
- 『勝負の方程式』（小学館、1994年6月、ISBN 4093871213）
- 『激闘と挑戦：巨人軍・落合博満が闘った奇蹟の136試合』（鈴木洋史共著、小学館、1995年6月、ISBN 4093871574）
- 『不敗人生：43歳からの挑戦』（鈴木洋史共著、小学館、1997年2月、ISBN 4093872120）[注 14]
- 『野球人』（ベースボール・マガジン社、1998年12月、ISBN 4583035691）
- 『プロフェッショナル』（ベースボール・マガジン社、1999年12月、ISBN 4583036213）
- 『落合にきけ!』（朝日新聞社、2000年3月、ISBN 402257478X）
- 『コーチング：言葉と信念の魔術』（ダイヤモンド社、2001年9月、ISBN 4478720215）
- 『落合博満の超野球学(1)：バッティングの理屈』（ベースボール・マガジン社、2003年5月、ISBN 458303749X）
- 『落合博満の超野球学(2)：続・バッティングの理屈』（ベースボール・マガジン社、2004年3月、ISBN 4583037910）
- 『采配』（ダイヤモンド社、2011年11月、ISBN 4478016267）
- 『戦士の休息』（岩波書店、2013年8月、ISBN 9784000259125）
- 『落合博満 バッティングの理屈：三冠王が考え抜いた「野球の基本」』（ダイヤモンド社、2015年7月、ISBN 9784478061916）

※『落合博満の超野球学(1)』、『落合博満の超野球学(2)』の再編版
- 『落合博満アドバイス 指導者に明かす野球の本質』（ダイヤモンド社、2017年7月、ISBN 4478103089）
- 『決断＝実行』（ダイヤモンド社、2018年11月、ISBN 4478106150）
- 『戦士の食卓』（岩波書店、2021年4月、ISBN 9784000614641）

※

### 関連書籍
- 『奇跡を呼ぶ男落合博満物語』（綾野まさる著、小学館、1999年4月、ISBN 4092900953）
- 『落合戦記：日本一タフで優しい指揮官の独創的「采配&人心掌握術」』（横尾弘一著、ダイヤモンド社 2004年11月 ISBN 4478960917）
- 『落合博満変人の研究』（ねじめ正一著、新潮社、2008年4月、ISBN 9784103722069）
- 『なぜ日本人は落合博満が嫌いか?』（テリー伊藤著、角川oneテーマ21、2010年5月、ISBN 9784047102439）
- 『原辰徳と落合博満の監督力』（張本勲著、青志社、2011年1月、ISBN 9784905042105）
- 『プロ野球にとって正義とは何か：落合解任と「プロの流儀」VS.「会社の論理」』（手束仁著、イースト・プレス、2012年3月、ISBN 978-4781607597）
  - 『プロ野球にとって正義とは何か：落合博満と「プロの流儀」VS.「組織の論理」』（改題、文庫ぎんが堂、2014年2月、ISBN 9784781671048）
- 『野村「ID」野球と落合「オレ流」野球』（川崎憲次郎著、KKロングセラーズ、2012年12月、ISBN 978-4-845-42266-1）
- 『嫌われた監督 落合博満は中日をどう変えたのか』（鈴木忠平著、文藝春秋社、2021年9月、ISBN 978-4163914411）
  - 鈴木忠平『嫌われた監督 落合博満は中日をどう変えたのか』文藝春秋〈文春文庫〉、2024年10月10日。ISBN 978-4-16-792288-7。（電子版あり）

### 出演番組
- 月曜ワイド劇場「サンデー兆治の妻」（1986年4月7日、テレビ朝日）
- 加トちゃんケンちゃんおめでとうテレビ'87・THE DETECTIVE STORY（ゲスト出演）（1987年1月3日、TBS）
- 欽ちゃんの全日本仮装大賞（日本テレビ） - 審査員として6度出演。
  - 第35回（1992年1月1日、三河万歳）
  - 第44回（1995年1月1日、トルコの武装着）
  - 第47回（1996年1月3日、マタドール）
  - 第50回（1997年1月1日、イギリス兵） - 信子夫人と息子の福嗣が博満の後ろの席で一般客として観覧した。
  - 第53回（1998年1月3日、キルト）
  - 第56回（1999年1月3日、アラブの大富豪）
- スーパー電波バザール 年越しジャンボ同窓会（1993年12月31日、日本テレビ）
- 桃太郎侍（1994年3月31日、テレビ朝日。息子の福嗣と一緒に出演）
- プロ野球中継（解説）
  - スーパーベースボール（テレビ朝日系列。タイトルが『ゴールデンナイター』『パワーアップナイター』『プロ野球中継』だった1999年 - 2001年はテレビ朝日専属解説者。テレビ朝日時代から中日監督就任前のフリー時代はKBCテレビにて月1回のゲスト解説、2012年・2013年はメ〜テレで本数契約として出演[注 15]）
  - KBCジャンボナイター（KBCラジオ。テレビ朝日専属時代にゲスト解説として出演）
  - 東海ラジオ ガッツナイター（東海ラジオ。2002年[185]・2003年[186]）
  - 東海テレビ制作・放送分（2002年6月11日、中日対阪神戦[187]）
  - 侍プロ野球（TBS系列。2012年4月19日、CBCテレビ制作の中日対巨人戦に出演[注 16]）
  - NHKプロ野球（2012年5月19日、NHK総合テレビで放送の巨人対ソフトバンク交流戦に出演[注 17]）
  - J SPORTS STADIUM（2012年のセントラル・リーグ クライマックスシリーズ ファーストステージ 中日対ヤクルト第1戦[注 18]）
- すぽると!（フジテレビ。2002年の日本シリーズ試合解説を全試合担当）
- 最強チームはこうして生まれた！～落合監督が語る 日本一への道～（NHK BS1、2007年12月。聞き手は梨田昌孝、与田剛）
- サンデースポーツ（NHK総合テレビ。2012年から不定期でプロ野球解説として出演 2022年4月度の改編からは週替わりのレギュラーコメンテーターとして出場）
- めざせ!会社の星（NHK Eテレ。2013年7月10日、7月17日他）
- 戦え!スポーツ内閣（毎日放送テレビ、2018年5月23日 以降定期的に出演）
- クローズアップ現代+ 大谷翔平 驚異の進化の舞台裏（NHK総合テレビ、2021年6月15日、解説）
- JA淡路日の出スポーツスペシャル ～MBSべ―スボールパーク番外編～落合博満×掛布雅之 THE・野球談議（2021年12月29日、MBSラジオ）

### 出演CM
- アートネイチャー「若露」（育毛剤。1983年）
- ロッテ 「木の葉」（スナック菓子。1983年）
- ロッテ電子工業「ホカロン」（1982年。有藤道世と共演）
- ミズノ「ワールドウィン・ベースボールグッズ」（1987年。ランディ・バースと共演）
- 東海旅客鉄道「3月13日ダイヤ改正」（1988年。一家で出演（※ラジオCMは夫人の信子と共演したCMがある））
- 愛知県警察「チャイルドシート着用率」（2004年）
- 中部電力
- 富士通「FMV」（2005年。木村拓哉と共演[194]）
- 2007年愛知県知事選挙CM（2007年。戸田恵梨香と共演）

### ディスコグラフィー
- 「サムライ街道/そんなふたりのラブソング」（1986年）「そんなふたりの…」は夫人の信子とデュエット。5万5000枚を売り上げた[195]。
- 「男のララバイ」（1987年）
- 「めぐり逢い」（1989年12月22日）
- 「恋の広小路」（1990年12月12日）中村美律子とデュエット
- 「落涙」（1991年12月24日）
- 「縁歌酒」（1992年9月21日）多岐川舞子とデュエット
- 「息子へ」（1993年1月8日）
- 「夜明川」（1994年1月15日）
- 「涙 渇くまで」（1996年2月21日）林るり子とデュエット
- 「抱かれて乾杯」（1997年3月20日）若山かずさとデュエット
- 「霧の別れ」（1998年3月21日）若山かずさとデュエット
- 「サムライ街道/男のララバイ」（2004年2月11日）
- 「旅路のひと」
- 『オレ流クラシック』（落合博満選曲・監修、キングレコード、2005年11月23日、KICC-556）
- 『落合博満ゴールデン★ベスト』（EMIミュージックジャパン、2011年11月23日、TOCT-11284）

### 登場作品
- 『あぶさん』（水島新司作）
- 『ストッパー毒島』（ハロルド作石作）
- 『ドカベン プロ野球編』（水島新司作）
- 『ミラクルジャイアンツ童夢くん』（漫画・アニメ、石ノ森章太郎原作） - 声・沢木郁也
- 『落合博満のオレ流転生』（原作：宮川サトシ、漫画：川）[196]